# Suore della Presentazione della Beata Vergine Maria (Annadale)
Le Suore della Presentazione della Beata Vergine Maria, dette di Annadale (in inglese Sisters of the Presentation of the Blessed Virgin Mary; sigla P.B.V.M.), sono un istituto religioso femminile di diritto pontificio.

## Storia
Le origini della congregazione si ricollegano a quelle delle suore della Presentazione fondate nel 1775 in Irlanda da Nano Nagle.
Nel 1884 una comunità di religiose della Presentazione, proveniente dal convento newyorkese di Mount Saint Michael's, si stabilì a Staten Island per dedicarsi alla cura di bambini e ragazzi orfani, abbandonati e corrigendi. La sede della comunità fu stabilita a Greenridge e il 1º maggio 1890 si rese autonoma dalla casa-madre costituendosi in congregazione autonoma; la prima superiora generale fu Teresa Reynolds.
Le costituzioni dell'istituto, aggregato all'Ordine dei frati minori conventuali, furono approvate dalla Santa Sede il 23 dicembre 1949. Nel 1965 la casa-madre fu trasferita ad Annadale.

## Attività e diffusione
Le suore si dedicano all'educazione della gioventù.
Le suore sono presenti negli Stati Uniti d'America; la sede generalizia è a Staten Island.
Alla fine del 2015 l'istituto contava 11 religiose e 1 casa.